# Mount Brazil
Mount Brazil är ett berg i Antarktis. Det ligger i Östantarktis. Nya Zeeland gör anspråk på området. Toppen på Mount Brazil är 2 090 meter över havet.
Terrängen runt Mount Brazil är varierad. Trakten är obefolkad. Det finns inga samhällen i närheten. 